# Macrojoppa haematogaster
Macrojoppa haematogaster är en stekelart som beskrevs av Szepligeti 1900. Macrojoppa haematogaster ingår i släktet Macrojoppa och familjen brokparasitsteklar. Inga underarter finns listade i Catalogue of Life.